# Ифрах, Оз
Давид Оз Ифрах (ивр. עוז יפרח‎; 10 декабря 1982, Беэр-Шева) — израильский футболист, левый и центральный защитник, выступающий за «Хапоэль» (Герцлия).

## Карьера

### Клубная карьера
Начал выступать на взрослом уровне в 2001 году в составе клуба «Хапоэль» (Беэр-Шева). В 2007 году играл за «Маккаби» (Тель-Авив), в его составе принимал участие в матчах Кубка УЕФА.
В начале 2008 года подписал 3-летний контракт с московским «Торпедо», выступавшим в том сезоне в первом дивизионе. Дебютный матч за автозаводцев сыграл 27 марта 2008 года против «Носты». Несмотря на невысокий рост, играл преимущественно на позиции центрального защитника. В первой половине сезона футболист сыграл 14 матчей в чемпионате и одну игру в Кубке России, однако после летнего трансферного окна потерял место в основе. По окончании сезона «Торпедо» вылетело во второй дивизион, а контракт с израильтянином был расторгнут.
В 2009 году вернулся в Израиль, играл за клубы высшего и первого дивизионов. В сезоне 2011/12 в составе клуба «Хапоэль» (Рамат-Ган) стал победителем турнира первого дивизиона, а в сезоне 2012/13 стал обладателем Кубка Израиля.
В сезоне 2015/16 выступал за «Хапоэль Герцлия» во втором дивизионе.

### Карьера в сборной
В 2003 году призывался в состав молодёжной сборной Израиля. Первую игру провёл 30 апреля 2003 года против команды Кипра. Всего в составе молодёжки сыграл 5 матчей.

## Достижения
- Обладатель Кубка Израиля: 2012/13
- Победитель первого дивизиона Израиля: 2011/12